# 西国原礼子
西国原 礼子（にしくにはら れいこ、1977年〈昭和52年〉11月24日 - ）は、日本の歌手、タレントであり、女性アイドルグループ・SDN48の元メンバーである。
宮崎県出身。元LIBERA所属。

## 略歴
- 2009年6月14日、SDN48オーディション最終審査（合格者17名）に合格し、2009年8月1日よりSDN48としての活動を開始。
- 2011年4月6日発売の2ndシングル「愛、チュセヨ」のカップリングに自身のソロ曲「愛よ 動かないで」（レイチェル名義）が収録された。シングルにソロ楽曲が収録されたのはSDN48史上初である。
- 2012年3月31日にNHKホールで行われた『SDN48 コンサート「NEXT ENCORE」 in NHKホール』をもってSDN48を卒業。
- 2012年4月、LIBERAに事務所移籍。
- 2014年3月26日、自身のブログで、2014年3月31日付でLIBERAとの契約が満了となり、フリーランスの歌手として活動していくと発表した。
- 2017年10月22日に自身のTwitterにて結婚したことを公表した[1]。
- 2019年8月1日、東京・秋葉原のAKB48劇場で開催されたSDN48結成10年記念「誘惑のガーター」特別公演に出演。

## 人物
- 2012年3月31日のSDN48卒業時までは、SDN48およびAKB48の姉妹グループを含めての最年長で唯一の1970年代生まれであった（2009年のデビュー時点では彼女より年上の仲里安也美も在籍していた）。
- 乃木坂46、欅坂46（櫻坂46・日向坂46含む）、および海外グループを含めたAKB姉妹グループの歴代メンバー（現役含む。ただしOJS48は除く）の中でも最年長である。
- 愛称は主に「レイチェル」。元SDN48メンバーからは、姓が相似していてかつ、同郷である前宮崎県知事・東国原英夫にちなんで「ちぢ」と呼ばれている。また、その影響か苗字を「にしこくばる」と読まれ間違えられる事も。
- 日本人の祖父母とアメリカ人の祖父をもつクォーター。
- SDN48加入前はヨガスタジオの受付をしていた。
- 歌唱力には定評があり、関根勤や長嶋一茂からも絶賛されている。
- かつてはアデランスのCMソングを歌ったことがある。

## SDN48での参加曲

### シングルCD選抜曲
- 「GAGAGA」に収録
  - エロスのトリガー - アンダーガールズA名義
- 「愛、チュセヨ」に収録
  - 愛よ 動かないで - レイチェル名義
- 「MIN・MIN・MIN」に収録
  - アバズレ - アンダーガールズB名義
- 「口説きながら麻布十番 duet with みの もんた」に収録
  - カシャーサで自白する - アンダーガールズB名義
- 「負け惜しみコングラチュレーション」に収録
  - 上からナツコ - アンダーガールズB名義

### 劇場公演ユニット曲
SDN48 1st Stage「誘惑のガーター」公演
- オールイン

## 出演

### テレビ
- 夢☆おうえん隊（1999年4月 - 2000年3月、テレビ東京）
- すっぽんの女たち（2010年6月16日・7月14日・8月4日･11日、テレビ朝日）
- すっぽんの女たち2（2011年4月7日 - 2012年3月28日、テレビ朝日）

### ラジオ
- ON8（2010年1月4日・8月2日、bayfm）

### 舞台
- アイ・ガット・マーマン（2012年1月、シアター・クリエ）
- ブロードウェイミュージカル「RENT」 - ジョアンヌ 役。
  - （2012年10月30日 - 12月2日、シアター・クリエ）
  - （2012年12月6日 - 9日、兵庫県立芸術文化センター 阪急中ホール）